# Варни (германське плем'я)
Варни, варіни, віруни— германське плем'я, що займало землі в середньому Полаб'ї.
У II—III століттях мешкало на території сучасного Мекленбургу, де мала тісні культурні, економічні та політичні зв'язки з англами. Ця частина племені з часом розчинилась у масиві слов'ян залишивши свою назву слов'янському племені варнів, яке мешкало у басейні річки Варнов.
У VI—VIII століттях частина варнів мігрувала на території, де раніше мешкали гермундури (між Ельдою і Одером). Згодом воно пересунулося разом з групою англів до кордонів тюрингів, з якими в подальшому змішалося. Інші варни змішалися зі слов'янами сучасних Лужици і Чехії.
Інша група варнів у V столітті разом з англами мігрувала до Рейну, де розділилася. Одна частина спільно з англами, фризами та західними герулами рушила до Британії. Інша утворила державне формування у гирлі Рейну близько 500 року. Територія Королівства варнів достеменно не з'ясована. Одні дослідники вважають, що воно тяглося від гирла Рейну уздовж узбережжя Північного моря до сучасного Гольштейну. Інші розглядають можливість, що територія охоплювала частину Лівобережжя Рейну, а звідти простягалася до Ельби. Точно відомо, що королі варнів зберігали контакти з варнами з Мекленбургу та англами Ютландії і Британії. З королів варнів відомі лише останні: Гермеґіскл і Радеґіс. Перший визнав зверхність франкського короля Хлодвіга I, якого 595 році було вщент розгромлено франками короля Хільдеберта II. 
Ще один вождь варнів Ваккар ще у 531 році зазнав поразки від франків, після чого мігрував до Алеманії, де уклав союз або визнав зверхність алеманського герцога Бутіліна. Разом з ним здійснив похід до Італії, де алемано0франко-варнське військо зазнало поразки у 554 році, а Бутілін і Ваккар загинули. Син Ваккара — Теудібальд — з рештою варнів перейшов на службу до Візантії.